# Pseuderythrops megalops
Pseuderythrops megalops är en kräftdjursart som beskrevs av Murano 1998. Pseuderythrops megalops ingår i släktet Pseuderythrops och familjen Mysidae. Inga underarter finns listade i Catalogue of Life.